# Senhores da guerra da China

Divisão da China entre as diferentes áreas de influência militar dos senhores da guerra (1925).

A Era dos Senhores da Guerra na China é um período da história chinesa de 1916 a 1928, de constante guerra civil entre facções militares, chamadas de camarilhas, lideradas por chefes militares. Este período formou uma divisão que continuou até a proclamação da República Popular da China em 1949, com a invasão efetiva das regiões da China continental de Sichuan, Shanxi, Qinghai, Ningxia, Guangdong, Guangxi, Gansu, Yunnan, e em Xinjiang e Tibete no ano seguinte, 1950. 
O Período dos Senhores da Guerra se inicia de fato após a morte de Yuan Shikai. Yuan Shikai após restaurar a monarquia chinesa, entregou os governos das províncias para os generais de seu exército, o Exército de Beiyang, criando praticamente um sistema feudal onde os governadores podiam coletar impostos de camponeses e criar exércitos para suas provincias. Seguindo a morte de Yuan Shikai, Se inicia o Governo de Beiyang, também chamado como Governo dos Senhores da Guerra, onde a camarilha que capturasse a capital, Pequim, obtinha o reconhecimento internacional, controle sobre os ministérios do governo e a coleta de impostos nacionais por todo o país. Durante os anos de 1916 e 1926, vários conflitos entre senhores da guerra ocorreram, como a Guerra Anhui-Zhili, os conflitos entre Camarilha de Zhili e Camarilha de Fengtian após o enfraquecimento da Camarilha de Anhui, além dos revolucionários ao sul da China, comandados por Sun Yat-sen, líder do Partido Nacionalista da China, popularmente conhecido como Kuomintang (KMT), através do Governo da República da China em Guangzhou. A partir dos anos de 1924 e 1925, a Camarilha de Fengtian na Manchuria se consolidou no poder, o que levou as demais camarilhas, a se juntarem em uma coligação, na chamada Guerra Anti-Fengtian; O Periodo dos senhores da guerra terminou de fato em 1927, na conclusão da Expedição do Norte com a reunificação chinesa de 1928 e a substituição da bandeira nacional em Pequim, dando inicio a "Década de Nanquim". Todavia, quando os velhos senhores da guerra, como Wu Peifu e Chuanfang Sun, foram depostos, os novos senhores da guerra menores persistiram até os anos 1930 e 1940, enquanto o governo central se esforçou para manter seus aliados nominais sob rédea, um grande problema para o Kuomintang, durante a Segunda Guerra Mundial e depois da guerra civil chinesa. Alguns dos principais combates entre senhores da guerra depois da unificação teórica de 1928, incluía a Guerra das planícies centrais, envolvendo quase um milhão de soldados.
Muitas facções militares, no entanto, continuam a existir até o estabelecimento da República Popular da China com a vitória dos comunistas liderados por Mao Tsé-tung. Apesar de não serem reconhecidos como senhores da guerra de fato, são considerados ainda facções e nações menores que foram ocupadas pelo Exército de Libertação Popular após a proclamação da República Popular da China em 1949, como a invasão ao Tibete em 1950.

## Facções mais importantes

### Facções do norte

#### Camarilhas mais importantes
| camarilha de Anhui 皖系 - Duan Qirui 段祺瑞 - Xu Shuzheng 徐樹錚 - Lu Yongxiang 盧永祥 - Ni Sichong 倪嗣沖 - Qu Tongfeng 曲同豐 - Wu Guangxin 吳光新 - Jin Yunpeng 靳雲鵬 - Duan Zhigui 段芝貴 - Zhang Jingyao 張敬堯 - Chen Shufan 陈淑芬 |  | camarilha de Zhili 直系 - Feng Guozhang 馮國璋 - Cao Kun 曹錕 - Wu Peifu 吳佩孚 - Sun Chuanfang 孫傳芳 - Lu Jianzhang 陸建章 - Li Chun 李純 - Wang Zhangyuan 王占元 - Chen Guangyuan 陳光遠 - Feng Yuxiang 馮玉祥 - Qi Xieyuan 齊變元 - Wang Chengbin 王承斌 - Li Jinglin 李景林 (antes de Fengtien) |  | camarilha de Fengtian 奉系 - Zhang Zuolin 張作霖 - Zhang Xueliang 張學良 - Zhang Zuoxiang 張作相 - Zhang Zongchang 張宗昌 - Wan Fulin 万福麟 - Zang Shiyi 臧式毅 - Wu Junsheng 吳俊陞 - Guo Songling 郭松齡 - Yang Yuting 楊宇霆 - Zhu Yupu 祩玉樸 - Tang Yulin 湯玉麟 |  |

#### Camarilhas Menores
| Guominjun 國民軍 - Feng Yuxiang 馮玉祥 (antes da camarilha de Zhili) - Hu Jingyi 胡京伊 - Sun Yue 孙玉鹗 camarilha de Shanxi 晉系 - Yan Xishan 閻錫山 camarilha de Xinjiang - Yang Zengxin 楊增新 - Jin Shuren 金樹仁 - Sheng Shicai 盛世才 | camarilha Ma 馬家軍 - Qinghai - Ma Qi 馬麒 - Ma Lin 馬麟 - Ma Bufang 馬步芳 - Ma Buqing 馬步青 - Ningxia - Ma Hongbin 馬鴻賓 - Ma Hongkui 馬鴻逵 - Gansu - Ma Zhongying 馬仲英 |

#### Facções posteriores
| Hebei - Song Zheyuan 宋哲元 (antes do Guominjun) Henan - Bie Tingfang 別廷芳(antes do Guominjun) | Rehe - Tang Yulin 湯玉麟 (antes da camarilha de Fengtien) - Sun Dianying 孫殿英 (antes do Guominjun) Shaanxi - Jing Yuexiu 井岳秀 - Yang Hucheng 杨虎城 | Suiyuan - Fu Zuoyi 傅作義 (anteriormente da camarilha de Shanxi) Shandong - Liu Zhennian 刘珍年 - Han Fuqu 韓復榘(antes do Guominjun) |

### Facções do sul
| camarilha de Yunnan 滇系 - Cai E 蔡鍔 - Tang Jiyao 唐繼堯 - Long Yun 龍雲 | Antiga camarilha de Guangxi 桂系 - Lu Rongting 陸榮廷 - Lin Hu 林虎 - Tan Haoming 譚浩明 - Shen Hongying 沈鴻英 - Chen Binghun 陳炳焜 Nova camarilha de Guangxi 新桂系 - Li Zongren 李宗仁 - Huang Shaoxiong 黃紹竑 - Bai Chongxi 白崇禧 | Guomindang (KMT) 中國國民黨 - Sun Yatsen孫逸仙 - Chiang Kai-shek蔣介石 - Hu Hanmin胡漢民 - Wang Jingwei汪精衛 - Liao Zhongkai廖仲凱 - He Yingqin何應欽 | camarilha de Sichuan 川系 - Liu Xiang 劉湘 - Yang Sen 楊森 - Deng Xihou鄧錫侯 - Tian Songyao田頌堯 Sichuan / Xikang - Liu Wenhui 劉文輝 |

#### Facções menores do sul
| Guangdong - Chen Jiongming 陳炯明 - Chen Jitang 陳濟棠 - Yu Hanmou 余汉谋 - Zhang Fakui 張發奎 | Fujian - Cai Tingkai 蔡廷鍇 - Jiang Guangnai 蔣光鼐 Guizhou - Liu Xianshi 劉顯世 - Wang Jialie 王家烈 | Partido Comunista da China (PCCh) - Mao Zedong 毛澤東 - Zhou Enlai 周恩來 - Zhu De 朱德 - Peng Dehuai 彭德懷 | Hunan - Tan Yankai 譚延闓 - Zhao Hengti 赵恒惕 - Tang Shengzhi 唐生智 | Jiangxi - Lu Diping 魯滌平 Hebei - Wang Zhanyuan王占元 |

## Ver Também
- Guerra de Proteção Nacional